# Oreochromis rukwaensis
Oreochromis rukwaensis là một loài cá thuộc họ Cichlidae. Nó là loài đặc hữu của hồ Rukwa ở Tanzania. Các môi trường sống tự nhiên của chúng là sông và hồ nước ngọt.